# Project X
Project X este un film de comedie regizat de Nima Nourizadeh, care redă într-un mod mai mult decât realist povestea unor elevi anonimi de liceu, care pe final de an încearcă cu orice preț să-și câștige popularitatea. Ideea de la care au plecat a fost inițial una nevinovată: să dăm o petrecere pe care toată lumea o va ține minte, dar nimic nu i-ar fi putut pregăti pentru această petrecere!
Vestea că se pregătește un eveniment epic s-a împrăștiat repede și în timp ce haosul ia amploare, numărul de participanți crește văzând cu ochii, iar celebritatea celor trei organizatori ajunge la cote maxime.
Un film interzis minorilor, Proiectul X este un adevărat avertisment pentru părinții și agenții de poliție din întreaga lume și poartă semnătura celebrului producător al filmului Marea Mahmureală 2, Tod Phillips.